# L'oiseau et l'enfant
«L'oiseau et l'enfant» (en español: "El ave y el niño") es una canción interpretada por Marie Myriam que ganó el Festival de la Canción de Eurovisión 1977 representando a Francia. La música está compuesta por Jean-Paul Cara y la letra es de Joe Gracy. 
En el festival celebrado en Londres fue la canción interpretada en 18º y último lugar. Al final de la votación había recibido 136 puntos, siendo declarada ganadora, lo cual supuso la quinta victoria de Francia en el festival.
La canción fue interpretada íntegramente en francés, lengua nacional, como marcaban las normas del festival entre 1977 y 1998. Myriam grabó también la canción en otros cuatro idiomas: inglés (como "The Bird and the Child"), alemán ("Der Vogel und das Mädchen"), español ("El zagal y el ave azul"), y en su lengua materna, el portugués ("A ave e a infância").
L'Oiseau et l'Enfant es un himno a la paz, una melodía disco con inspiraciones líricas. La poética letra de la canción evoca a una niña que vive en la miseria, muy probablemente en un país en guerra, pero que se maravilla al ver un ave e imagina que ambos podrían cambiar el mundo y hacerlo más pacífico. Se trata de una alusión implícita a la paloma, símbolo de la paz. 
Evoca también la visión del mundo del ave que ve la belleza del mundo. L'Oiseau et l'Enfant muestra las imágenes de la belleza y la inocencia del mundo frente a su crueldad. La niña sueña que su país se convierte en el país del amor, un país del amor que, en un corazón infantil, no tiene fronteras.
La letra se caracteriza también por la ligación entre las palabras, en la que la última palabra de cada verso inicia el siguiente.
La canción se convirtió inmediatamente en el símbolo de la liga de los derechos del niño.